# Doropygus demissus
Doropygus demissus är en kräftdjursart som beskrevs av Aurivillius 1885. Doropygus demissus ingår i släktet Doropygus och familjen Notodelphyidae. Inga underarter finns listade i Catalogue of Life.